# Gran Premio de España de Motociclismo de 1998
El Gran Premio de España de motociclismo de 1998 fue la tercera prueba del Campeonato del Mundo de Motociclismo de 1998. Tuvo lugar en el fin de semana del 1 al 3 de mayo de 1998 en el Circuito Permanente de Jerez, situado en la ciudad  andaluza de Jerez de la Frontera, España. La carrera de 500cc fue ganada por Àlex Crivillé, seguido de Mick Doohan y Max Biaggi. Loris Capirossi ganó la prueba de 250cc, por delante de Valentino Rossi y Olivier Jacque. La carrera de 125cc fue ganada por Kazuto Sakata, Tomomi Manako fue segundo y Mirko Giansanti tercero.

## Resultados 500cc
| Pos. | N.º | Piloto                   | Constructor | Vueltas | Tiempo/Retirado | Grilla | Puntos |
| ---- | --- | ------------------------ | ----------- | ------- | --------------- | ------ | ------ |
| 1    | 4   | Àlex Crivillé            | Honda       | 27      | 47:21.522       | 3      | 25     |
| 2    | 1   | Mick Doohan              | Honda       | 27      | +0.393          | 5      | 20     |
| 3    | 6   | Max Biaggi               | Honda       | 27      | +0.870          | 4      | 16     |
| 4    | 8   | Carlos Checa             | Honda       | 27      | +2.368          | 1      | 13     |
| 5    | 9   | Alex Barros              | Honda       | 27      | +13.311         | 8      | 11     |
| 6    | 5   | Norick Abe               | Yamaha      | 27      | +13.933         | 11     | 10     |
| 7    | 2   | Tadayuki Okada           | Honda       | 27      | +14.471         | 2      | 9      |
| 8    | 3   | Nobuatsu Aoki            | Suzuki      | 27      | +24.127         | 10     | 8      |
| 9    | 10  | Kenny Roberts Jr         | Modenas KR3 | 27      | +26.700         | 7      | 7      |
| 10   | 28  | Ralf Waldmann            | Modenas KR3 | 27      | +29.597         | 9      | 6      |
| 11   | 19  | John Kocinski            | Honda       | 27      | +31.561         | 6      | 5      |
| 12   | 15  | Sete Gibernau            | Honda       | 27      | +36.141         | 12     | 4      |
| 13   | 11  | Simon Crafar             | Yamaha      | 27      | +41.486         | 16     | 3      |
| 14   | 55  | Régis Laconi             | Yamaha      | 27      | +54.947         | 13     | 2      |
| 15   | 18  | Garry McCoy              | Honda       | 27      | +55.158         | 20     | 1      |
| 16   | 21  | Kyoji Nanba              | Yamaha      | 27      | +1:01.172       | 14     |        |
| 17   | 22  | Sébastien Gimbert        | Honda       | 27      | +1:05.910       | 19     |        |
| 18   | 17  | Jurgen van den Goorbergh | Honda       | 27      | +1:10.801       | 18     |        |
| 19   | 25  | Yukio Kagayama           | Suzuki      | 27      | +1:32.385       | 15     |        |
| 20   | 23  | Matt Wait                | Honda       | 27      | +1:33.597       | 21     |        |
| 21   | 88  | Scott Smart              | Honda       | 26      | +1 Vuelta       | 22     |        |
| 22   | 58  | Filisberto Texeira       | Honda       | 26      | +1 Vuelta       | 24     |        |
| Ret  | 57  | Fabio Carpani            | Honda       | 15      |                 | 23     |        |
| Ret  | 14  | Juan Bautista Borja      | Honda       | 13      |                 | 17     |        |

- Pole Position: Carlos Checa, 1:43.467
- Vuelta Rápida: Àlex Crivillé, 1:44.448

## Resultados 250cc
| Pos. | N.º | Piloto              | Constructor | Vueltas | Tiempo/Retirado | Grilla | Puntos |
| ---- | --- | ------------------- | ----------- | ------- | --------------- | ------ | ------ |
| 1    | 65  | Loris Capirossi     | Aprilia     | 26      | 46:00.131       | 1      | 25     |
| 2    | 46  | Valentino Rossi     | Aprilia     | 26      | +3.415          | 3      | 20     |
| 3    | 19  | Olivier Jacque      | Honda       | 26      | +7.576          | 6      | 16     |
| 4    | 5   | Tohru Ukawa         | Honda       | 26      | +8.186          | 8      | 13     |
| 5    | 34  | Marcellino Lucchi   | Aprilia     | 26      | +14.337         | 2      | 11     |
| 6    | 6   | Haruchika Aoki      | Honda       | 26      | +24.939         | 10     | 10     |
| 7    | 4   | Stefano Perugini    | Honda       | 26      | +28.435         | 9      | 9      |
| 8    | 7   | Takeshi Tsujimura   | Yamaha      | 26      | +31.492         | 11     | 8      |
| 9    | 8   | Luis d'Antin        | Yamaha      | 26      | +45.003         | 15     | 7      |
| 10   | 18  | Osamu Miyazaki      | Yamaha      | 26      | +45.558         | 16     | 6      |
| 11   | 37  | Luca Boscoscuro     | TSR-Honda   | 26      | +45.999         | 18     | 5      |
| 12   | 21  | Franco Battaini     | Yamaha      | 26      | +49.032         | 20     | 4      |
| 13   | 44  | Roberto Rolfo       | TSR-Honda   | 26      | +1:04.043       | 19     | 3      |
| 14   | 12  | Noriyasu Numata     | Suzuki      | 26      | +1:07.866       | 17     | 2      |
| 15   | 20  | William Costes      | Honda       | 26      | +1:37.376       | 22     | 1      |
| 16   | 25  | Yasumasa Hatakeyama | Honda       | 25      | +1 Vuelta       | 23     |        |
| 17   | 59  | Ismael Bonilla      | Honda       | 25      | +1 Vuelta       | 27     |        |
| 18   | 41  | Federico Gartner    | Aprilia     | 25      | +1 Vuelta       | 26     |        |
| Ret  | 11  | Jürgen Fuchs        | Aprilia     | 23      |                 | 5      |        |
| Ret  | 24  | Jason Vincent       | TSR-Honda   | 18      | Accidente       | 21     |        |
| Ret  | 27  | Sebastián Porto     | Aprilia     | 12      |                 | 12     |        |
| Ret  | 17  | José Luis Cardoso   | Yamaha      | 9       |                 | 7      |        |
| Ret  | 31  | Tetsuya Harada      | Aprilia     | 9       |                 | 4      |        |
| Ret  | 16  | Johan Stigefelt     | Suzuki      | 4       | Accidente       | 14     |        |
| Ret  | 58  | Eustaquio Gavira    | Honda       | 4       |                 | 25     |        |
| Ret  | 14  | Davide Bulega       | Honda       | 2       |                 | 24     |        |
| Ret  | 60  | Agustín Escobar     | Honda       | 0       |                 | 28     |        |
| Ret  | 9   | Jeremy McWilliams   | TSR-Honda   | 0       | Accidente       | 13     |        |
| DNQ  | 61  | Manuel Luque        | Yamaha      |         |                 |        |        |

- Pole Position: Loris Capirossi, 1:44.431
- Vuelta Rápida: Loris Capirossi, 1:45.250

## Resultados 125cc
| Pos. | N.º | Piloto                | Constructor | Vueltas | Tiempo/Retirado | Grilla | Puntos |
| ---- | --- | --------------------- | ----------- | ------- | --------------- | ------ | ------ |
| 1    | 4   | Kazuto Sakata         | Aprilia     | 23      | 42:19.751       | 6      | 25     |
| 2    | 3   | Tomomi Manako         | Honda       | 23      | +2.101          | 9      | 20     |
| 3    | 32  | Mirko Giansanti       | Honda       | 23      | +2.229          | 2      | 16     |
| 4    | 20  | Masao Azuma           | Honda       | 23      | +2.731          | 8      | 13     |
| 5    | 2   | Noboru Ueda           | Honda       | 23      | +8.516          | 4      | 11     |
| 6    | 39  | Jaroslav Huleš        | Honda       | 23      | +17.476         | 12     | 10     |
| 7    | 41  | Youichi Ui            | Yamaha      | 23      | +28.751         | 3      | 9      |
| 8    | 8   | Gianluigi Scalvini    | Honda       | 23      | +28.950         | 5      | 8      |
| 9    | 23  | Gino Borsoi           | Aprilia     | 23      | +29.204         | 10     | 7      |
| 10   | 13  | Marco Melandri        | Honda       | 23      | +29.213         | 13     | 6      |
| 11   | 9   | Frédéric Petit        | Honda       | 23      | +35.679         | 17     | 5      |
| 12   | 5   | Masaki Tokudome       | Aprilia     | 23      | +42.314         | 11     | 4      |
| 13   | 29  | Ángel Nieto Jr        | Aprilia     | 23      | +42.872         | 24     | 3      |
| 14   | 21  | Arnaud Vincent        | Aprilia     | 23      | +49.952         | 22     | 2      |
| 15   | 60  | Fonsi Nieto           | Aprilia     | 23      | +52.822         | 26     | 1      |
| 16   | 22  | Steve Jenkner         | Aprilia     | 23      | +53.236         | 19     |        |
| 17   | 11  | José Ramirez          | Aprilia     | 23      | +53.534         | 18     |        |
| 18   | 18  | Paolo Tessari         | Aprilia     | 23      | +1:13.081       | 14     |        |
| 19   | 59  | Jerónimo Vidal        | Aprilia     | 23      | +1:14.135       | 25     |        |
| Ret  | 19  | Andrea Ballerini      | Honda       | 16      | Accidente       | 20     |        |
| Ret  | 17  | Juan Enrique Maturana | Yamaha      | 11      | Accidente       | 23     |        |
| Ret  | 10  | Lucio Cecchinello     | Honda       | 10      | Accidente       | 7      |        |
| Ret  | 16  | Christian Manna       | Yamaha      | 9       |                 | 27     |        |
| Ret  | 7   | Emilio Alzamora       | Aprilia     | 4       | Accidente       | 15     |        |
| Ret  | 15  | Roberto Locatelli     | Honda       | 3       | Accidente       | 1      |        |
| Ret  | 26  | Ivan Goi              | Aprilia     | 3       | Accidente       | 21     |        |
| Ret  | 62  | Yoshiaki Katoh        | Yamaha      | 1       | Accidente       | 16     |        |
| Ret  | 58  | Álvaro Molina         | Honda       | 1       |                 | 28     |        |
| DNS  | 61  | Vicente Esparragoso   | Yamaha      |         |                 | 29     |        |

- Pole Position: Roberto Locatelli, 1:49.281
- Vuelta Rápida: Tomomi Manako, 1:49.360